# Décès en 1943
Décès
- 1939
- 1940
- 1941
- 1942
- 1943
- 1944
- 1945
- 1946
- 1947

Cet article présente une liste de personnalités mortes au cours de l'année 1943.

Les mois de l'année font également l'objet de listes spécifiques :

## Décès par mois

### Inconnu
- Ottorino Andreini, peintre, illustrateur et affichiste italien (° 1872).
- Georges Ascher, peintre polonais (° 1884).
- Alexandre Bonin, peintre français (° 11 mars 1876).
- Georges Castex, peintre français (° 1860).
- Palma d'Annunzio Daillion, peintre, sculptrice et graveuse en médailles française d'origine italienne (° 17 mars 1863).
- Julien Denisse, peintre français (° 1866).
- Sim Gokkes, compositeur néerlandais (° 5 février 1897).
- Plinio Nomellini, peintre italien du divisionnisme (° 1866).
- Miriam Orleska, actrice polonaise de théâtre yiddish (° 1900).
- Georges Picard, peintre, décorateur et illustrateur français (° 23 décembre 1857).
- Georges Redon, peintre, dessinateur, caricaturiste, affichiste, graveur et lithographe français (° 16 novembre 1869).
- Georges Rivière, peintre et critique d'art français (° 1855).
- Moshe Rynecki, peintre polonais d'origine juive (° 1881).
- Paul Tavernier, peintre français (° 31 janvier 1852).
- Honoré-Louis Umbricht, peintre français (° 1860).
- Valentine Val, peintre française (° 1870).
- Alice Hohermann, peintre polonaise (° 1902).
- Adolf Behrman, peintre juif polonais (° 13 juillet 1876).

### Janvier
- 1er janvier : George P. Graham, chef du Parti libéral de l'Ontario.
- 2 janvier : Franz Courtens, peintre belge (° 4 février 1854).
- 4 janvier :
  - Alphonse Ethier, acteur américain (° 10 décembre 1874).
  - Martin Monnickendam, peintre et dessinateur néerlandais (° 25 février 1874).
  - Marina Raskova, aviatrice soviétique (° 28 mars 1912).
- 5 janvier : Adolphe Gumery, peintre français (° 5 avril 1861).
- 6 janvier : Abbott Lawrence Lowell, juriste américain, professeur de science politique et président de l'université Harvard (° 13 décembre 1856).
- 7 janvier : Nikola Tesla, inventeur et ingénieur serbe (° 10 juillet 1856).
- 8 janvier : Émile Perrin, peintre, graveur, architecte et décorateur français (° 19 mai 1883).
- 9 janvier : Robert Antoine Pinchon, peintre postimpressionniste français (° 1er juillet 1886).
- 10 janvier : Georges Scott, peintre et illustrateur français (° 10 juin 1873).
- 11 janvier :
  - Agustín Pedro Justo, militaire et homme politique argentin (° 26 février 1876).
  - Ivan Vavpotič, peintre austro-hongrois puis yougoslave (° 21 février 1877).
- 13 janvier :
  - Jean-Louis Brémond, peintre paysagiste et graveur français (° 22 novembre 1858).
  - Sophie Taeuber-Arp, artiste, peintre et sculptrice suisse (° 19 janvier 1889).
- 14 janvier : Tomás Soley Güell, homme politique, économiste et footballeur costaricain (° 17 janvier 1875).
- 20 janvier : Max Wladimir von Beck, homme politique autrichien (° 6 septembre 1854).
- 22 janvier :
  - Maurice Dainville, peintre français (° 24 avril 1856).
  - Gyula Peidl, homme d'État hongrois (° 4 avril 1873).
- 24 janvier : Léon Coutil, peintre, graveur, archéologue et historien local français (° 13 octobre 1856).
- 25 janvier : Spencer Charters, acteur américain (° 25 mars 1875).
- 29 janvier :
  - François Cachoud, peintre français (° 23 octobre 1866).
  - Tatiana Markus, résistante ukrainienne (° 21 septembre 1921).
- 31 janvier : Ferdinand Luigini, graveur et peintre français (° 5 mai 1870).

### Février
- 3 février : Aloïs Andritzki, prêtre catholique allemand, opposant au nazisme, martyr et bienheureux catholique (° 2 juillet 1914).
- 4 février : Sergueï Miloradovitch, peintre d'histoire et de scènes de genre russe puis soviétique, enseignant et académicien de l'Académie russe des beaux-arts (° 16 juillet 1851).
- 7 février : Clara Novello Davies, chanteuse, enseignante et chef d'orchestre galloise (° 7 avril 1861).
- 9 février : 
  - Albert Hickman, premier ministre de Terre-Neuve.
  - Dmitri Kardovski, peintre, illustrateur et décorateur de théâtre russe (° 5 septembre 1866).
- 14 février :
  - Alice Henry, militante pour les droits des femmes, syndicaliste (° 21 mars 1857).
  - Bô Yin Râ (son nom patronymique était Joseph Anton Schneiderfranken), peintre allemand (° 25 novembre 1876).
- 15 février :
  - Charles Bennett, acteur britannique (° 11 mars 1889).
  - Victor Prouvé, artiste français (° 13 août 1858).
- 16 février : Georges Rivière, peintre et critique d'art français (° 29 mars 1855).
- 17 février :
  - Charles Balay, peintre miniaturiste français (° 29 septembre 1861).
  - Constantin Bogaïevski, peintre russe puis soviétique (° 24 janvier 1872).
  - Oscar Van Kesbeeck, footballeur et homme politique belge (° 17 juillet 1886).
- 22 février : Hans, Sophie Scholl et Christoph Probst, premiers membres de La Rose blanche jugés par le Volksgerichtshof, guillotinés le jour même de leur condamnation à mort dans la prison de Stadelheim près de Munich (° 22 septembre 1918).
- 26 février : Anna Sophia Polak, féministe néerlandaise (° 27 avril 1874).
- 28 février :
  - Victoriano de Santos, footballeur espagnol (° 5 mai 1906).
  - Alexandre Yersin, bactériologiste franco-suisse décédé à Nha Trang (° 22 septembre 1863).
- ? février : Théodore Ypsilántis, homme politique grec (° 1881).

### Mars
- 3 mars : Pierre-Marie Gaurand, homme politique français (° 21 janvier 1886).
- 5 mars : Vassili Millioti, peintre russe puis soviétique (° 17 février 1875).
- 7 mars : Jean Hébert-Stevens, peintre et maître-verrier français (° 27 juillet 1888).
- 8 mars : Pierre Gastiger, footballeur français (° 28 février 1893).
- 9 mars :
  - Otto Freundlich, sculpteur et peintre allemand (° 10 juillet 1878).
  - Oswald Wirth, écrivain suisse (° 5 août 1860).
- 10 mars : Otto Modersohn, peintre allemand (° 22 février 1865).
- 11 mars :
  - Marie-Josèphe de Bragance, duchesse douairière en Bavière (° 19 mars 1857).
  - Léon Weissberg, peintre polonais (° 18 janvier 1893).
- 14 mars : Vassil Zakharka, homme politique russe puis biélorusse et soviétique (° 1er avril 1877).
- 15 mars : Gregoria de Jesús, femme politique philippine indépendantiste, vice-présidente (° 9 mai 1875).
- 18 mars :
  - Helena Mniszkówna, écrivaine polonaise (° 24 mai 1878).
  - François Thévenot, peintre et illustrateur français (° 29 décembre 1856).
- 19 mars :
  - Abel Decaux, organiste et compositeur français (° 11 février 1869).
  - Frank Nitti, gangster italo-américain (° 27 janvier 1886).
  - Fujishima Takeji, peintre japonais (° 15 octobre 1867).
- 23 mars :
  - Saoud l'Oranais, violoniste, compositeur et chanteur juif séfarade algérien (° 25 novembre 1886).
  - Exécution à Paris de 4 commandos de l'opération Frankton : le lieutenant John MacKinnon, le marine James Conway, le caporal Albert Frédéric Laver et le marine W.N. Mills
- 25 mars :
  - Edmund Curtis, historien britannique (° 25 mars 1881).
  - Dominique Peyronnet, peintre français (° 23 septembre 1872).
- 26 mars : Marie Kudeříková, membre de la Résistance tchèque (° 24 mars 1921).
- 28 mars : Sergueï Rachmaninov, compositeur et pianiste russe (° 1er avril 1873).
- 29 mars : Wilhelm Heiss, footballeur allemand naturalisé français (° 6 décembre 1913).
- 30 mars : Walter Bromme, compositeur allemand de chansons populaires et d'opérettes (° 2 avril 1885).

### Avril
- 1er avril :
  - Vahida Maglajlić, Héros du peuple de Yougoslavie (° 17 avril 1907).
  - Georges Wodli, cheminot militant communiste, syndicaliste et résistant français (° 15 juillet 1900).
- 4 avril : Raoul Laparra, compositeur français (° 13 mai 1876).
- 8 avril : Harry Baur, comédien français (° 12 avril 1880).
- 9 avril : Hermine Lanctôt, autrice, journaliste et institutrice québécoise (° 1861).
- 11 avril :
  - Federico Cattani Amadori, cardinal italien (° 17 avril 1856).
  - Louis Denis-Valvérane, peintre et illustrateur français (° 20 septembre 1870).
  - Paul Thiriat, graveur, lithographe, peintre et illustrateur français (° 30 décembre 1868).
- 13 avril : Gustave Maunoir, peintre suisse (° 8 septembre 1872).
- 15 avril : Aristarkh Lentoulov, peintre russe (° 4 janvier 1882).
- 18 avril : Timothee Adamowski, chef d'orchestre, violoniste et compositeur américain d'origine polonaise (° 24 mars 1858).
- 21 avril : Rihard Jakopič, peintre serbe puis yougoslave (° 12 avril 1869).
- 27 avril : Edmond Tapissier, peintre, cartonnier, lithographe  et illustrateur français (° 14 juin 1861).

### Mai
- ? mai : Fritz Zeckendorf, scénariste allemand (° 7 janvier 1886).
- 7 mai : Wade Boteler, acteur américain (° 3 octobre 1888).
- 10 mai : Abraham Mordkhine, peintre impressionniste franco-russe (° 10 mai 1873).
- 12 mai : Antony Damien, peintre français postimpressionniste (° 1858).
- 16 mai : Roberto Marcolongo, mathématicien et physicien italien (° 28 août 1862).
- 17 mai :
  - Jean-Louis Boussingault, peintre, graveur et illustrateur français (° 8 mars 1883).
  - Montagu Love, acteur et illustrateur anglais (° 15 mars 1877).
- 23 mai : William Aberhart, premier ministre de l'Alberta alors qu'il était en fonction (° 30 décembre 1878).
- 24 mai : Nat Butler, coureur cycliste sur piste américain (° 6 janvier 1870).
- 25 mai : Nils von Dardel, peintre suédois (° 25 octobre 1888).
- 27 mai : Henry Ryder, compositeur, chef d'orchestre et professeur de musique français (° 9 novembre 1885).

### Juin
- 1er juin :
  - István Bárczy, homme politique hongrois (° 3 octobre 1866).
  - René Birr, cheminot, et résistant alsacien (° 2 novembre 1904).
  - Leslie Howard, acteur, réalisateur et producteur de cinéma britannique (° 3 avril 1893).
- 6 juin : Nakamura Fusetsu, peintre japonais (° 19 août 1866).
- 10 juin : Abd al-Aziz Ibn al-Hasan, sultan du Maroc (° 24 février 1878).
- 12 juin :
  - Leon De La Mothe, réalisateur, acteur et scénariste américain (° 26 décembre 1880).
  - Henri Delavallée, peintre français (° 24 avril 1862).
  - Hans Junkermann, acteur allemand (° 24 février 1872).
- 13 juin ou 13 juillet : Lorenzo Barcelata, compositeur et acteur mexicain (° 24 juillet 1898 ou 30 juillet 1898).
- 14 juin : Régnault Sarasin, peintre suisse (° 9 août 1886).
- 16 juin : Jean Émile Laboureur, peintre, dessinateur, graveur, aquafortiste, lithographe et illustrateur français (° 16 août 1877).
- 27 juin :
  - René Delame, peintre et industriel français (° 11 juillet 1861).
  - Nanic Osterlind, aquarelliste français (° 11 février 1909).

### Juillet
- 2 juillet :
  - Frédéric Dufaux,  peintre suisse  (° 12 juillet 1852).
  - Robert James Manion, médecin et ancien chef du Parti conservateur du Canada (° 19 novembre 1881).
- 3 juillet  : Yvan Kyrla, poète et acteur soviétique (° 17 mars 1909).
- 4 juillet : 
  - Gordon Sidney Harrington, premier ministre de la Nouvelle-Écosse (° 7 août 1883).
  - Matveï Korgouïev, conteur et auteur de contes russe puis soviétique (° 15 août 1883).
  - Władysław Sikorski, militaire et homme politique polonais (° 20 mai 1881).
- 6 juillet : Reginald Barlow, acteur américain (° 17 juin 1866).
- 8 juillet : Jean Moulin, préfet et résistant français (° 20 juin 1899).
- 9 juillet : Stevan Čalić, peintre serbe puis yougoslave (° 14 décembre 1892).
- 12 juillet : Joseph Boutin Bourassa, homme politique fédéral provenant du Québec (° 13 novembre 1853).
- 14 juillet : Jean de Tedesco, pilote du Normandie-Niemen, Compagnon de la Libération (° 28 mars 1920)
- 15 juillet : Vittoria Nenni, militante antifasciste franco-italienne (° 31 octobre 1915).
- 16 juillet : 
  - Adrien Bernavon, pilote du Normandie-Niemen, Compagnon de la Libération (° 11 décembre 1912)
  - Noël Castelain, pilote du Normandie-Niemen, Compagnon de la Libération (° 30 octobre 1917)
  - Albert Littolff, pilote du Normandie-Niemen, Compagnon de la Libération (° 23 octobre 1911)
- 17 juillet :
  - Arthur Byron, acteur américain (° 3 avril 1872).
  - Sabá H. Sueyro, militaire argentin (° 10 août 1889).
  - Jean Tulasne, pilote de chasse français du Normandie-Niemen, Compagnon de la Libération  (° 27 novembre 1912).
  - Firmin Vermeil, aviateur français (° 24 septembre 1914).
- 18 juillet : Jean Alavoine, coureur cycliste français (° 1er avril 1888).
- 20 juillet :
  - Martin Faust, acteur et réalisateur américain (° 16 janvier 1886).
  - Charles Hazelius Sternberg, paléontologue américain (° 15 juin 1850).
- 22 juillet : Eduard Zachert, homme politique allemand, résistant au nazisme (° 8 mars 1881).
- 27 juillet : Harold Austin, joueur de cricket et homme politique barbadien (° 15 juillet 1877).
- 30 juillet : Benjamin Dale, compositeur anglais (° 17 juillet 1885).

### Août
- 1er août : Lin Sen, homme d'État chinois (° 16 mars 1868).
- 4 août : Helena Emingerová, illustratrice, graphiste et peintre austro-hongroise puis tchécoslovaque (° 17 août 1858).
- 6 août : René Hanin, peintre français (° 25 février 1871).
- 7 août : Sarah Henrietta Purser, peintre et vitrailliste irlandaise (° 22 mars 1848).
- 8 août : Plinio Nomellini, peintre italien du divisionnisme (° 6 août 1866).
- 12 août :
  - Alcide Le Beau, peintre français (° 29 juillet 1873).
  - Vittorio Sella, alpiniste et photographe italien (° 20 août 1859).
  - Georges Martin Witkowski, compositeur et chef d'orchestre français (° 6 janvier 1867).
- 13 août : Jakob Gapp, religieux marianiste, prêtre et martyr autrichien (° 26 juillet 1897).
- 15 août : Frank Stanmore, acteur anglais (° 10 mars 1877).
- 16 août : Italico Brass, peintre italien (° 14 décembre 1870).
- 17 août : Henri-Jules Barjou, peintre, aquarelliste et graveur à l'eau-forte français (° 29 avril 1875).
- 22 août : Anders Castus Svarstad, peintre et graveur norvégien (° 22 mai 1869).
- 24 août : Antonio Alice, peintre argentin (° 23 février 1886).
- 27 août : Salomon Garf, peintre néerlandais (° 6 décembre 1879).
- 29 août : Margarete Zuelzer, zoologiste allemande (° 2 février 1877).

### Septembre
- 5 septembre : John Walter Berry, homme politique canadien (° 18 décembre 1868).
- 8 septembre :
  - Théodore Dubé, peintre français d'origine canadienne (° 7 avril 1861).
  - Julien Thibaudeau, peintre français (° 14 février 1859).
- 9 septembre :
  - Aleksandrs Apsītis, peintre, graphiste et illustrateur letton († 6 avril 1880).
  - Chaïm Soutine, peintre français (° 9 juin 1893).
- 14 septembre : Lloyd Loar, luthier américain (° 9 janvier 1886).
- 17 septembre : Henriëtte Pimentel, résistante néerlandaise (° 17 avril 1876).
- 20 septembre : Émile Brunet, peintre français (° 30 août 1871).
- 23 septembre : Marija Bursać, Héroïne du peuple de Yougoslavie (° 2 août 1921).
- 27 septembre : 
  - Lydia Avilova, écrivaine russe puis soviétique (° 15 juin 1864).
  - Lucien Jacob, chef d'un groupe de résistants français bateliers du Rhin (° 6 novembre 1902).
  - Charles Lieby, résistant français, batelier du Rhin (° 31 octobre 1908).
  - Joseph-Louis Metzger, résistant français (° 5 décembre 1905).
  - Emile Wendling, résistant français batelier du Rhin (° 10 mai 1913).

### Octobre
- 1er octobre : 
  - Paul Manauthon, résistant français (° 22 septembre 1913).
  - Alfred Marzin, peintre français (° 9 février 1880).
- 2 octobre : Robert Nathaniel Dett, organiste, pianiste et compositeur américano-canadien (° 11 octobre 1882).
- 3 octobre : Raoul Heinrich Francé, botaniste, microbiologiste et philosophe de la nature austro-hongrois (° 20 mai 1874).
- 8 octobre : Michel Fingesten, peintre, dessinateur et graveur tchèque (° 18 avril 1884).
- 9 octobre : Jean-Baptiste-Arthur Allaire, prêtre et historien québécois (° 22 juillet 1866).
- 10 octobre : Emma Maria Walrond, peintre néo-zélandaise (° 1859).
- 11 octobre : Ettore Ovazza, banquier et homme d'affaires italien d'origine juive, ayant pris parti pour le fascisme (° 21 mars 1892).
- 18 octobre :
  - Émile Beaussier, peintre français (31 décembre 1874).
  - Albert Charles Saunders, Premier ministre de l'Île-du-Prince-Édouard (12 octobre 1874).
- 19 octobre : Camille Claudel, sculpteur français (8 décembre 1864).
- 23 octobre : Ben Bernie, violoniste de jazz américain (30 mai 1891).
- 27 octobre :
  - Seigō Nakano, homme politique japonais (° 12 février 1886).
  - Pierre Tresso (Pietro Tresso, dit Blasco), homme politique italien, militant communiste, trotskiste (° 30 janvier 1893).
- 29 octobre : 
  - Théodore, Jean Gerhards dit Théo, résistant français alsacien (° 1er février 1900).
  - Percy Goetschius, professeur de composition américain (° 30 août 1853).
- 30 octobre : Beatrice Hastings, poétesse et critique d'art britannique (° 27 janvier 1879).
- 31 octobre : Joanny-Philippe Lagrula, astronome français (° 23 octobre 1870).

### Novembre
- 2 novembre : Elfriede Hartmann, résistante autrichienne (° 21 mai 1921).
- 3 novembre :
  - Henri Deluermoz, peintre et illustrateur français  (° 9 décembre 1876).
  - Lucie Manvel, comédienne de théâtre française  (° 1er mai 1863).
- 4 novembre : Joseph Meissonnier, peintre français  (° 4 mai 1864).
- 5 novembre :
  - Georges A. L. Boisselier, peintre français (° 15 mars 1876).
  - Frank Campeau, acteur américain (° 14 décembre 1864).
- 10 novembre : Johannes Prassek et les autres martyrs de Lübeck, opposants chrétiens au nazisme, exécutés.
- 12 novembre : Henri Martin, peintre post-impressionniste français  (° 5 août 1860).
- 13 novembre : Maurice Denis,peintre, décorateur, graveur, théoricien et historien de l'art français (° 25 novembre 1870).
- 14 novembre : Ugo Cavallero, militaire et homme politique italien, promu maréchal d'Italie en 1942 (° 20 septembre 1880).
- 22 novembre : Léa Maury, résistante française (° 24 mars 1905).
- 24 novembre : Frank Sheridan, acteur américain (° 11 juin 1869).
- 26 novembre : Georges de Feure, peintre, affichiste et designer de meubles, d'objets décoratifs et d'aéroplanes français (° 6 septembre 1868).
- 27 novembre : Simon Srugi, frère salésien, enseignant, infirmier, vénérable catholique (° 27 juin 1877).
- ? novembre :
  - Jules Agard, peintre et sculpteur français (° 6 octobre 1871).
  - Karl Dahlheimer, footballeur allemand (° 13 décembre 1906).

### Décembre
- 2 décembre : Jaap Meijer, coureur cycliste néerlandais (° 20 avril 1905).
- 4 décembre : 
  - Camillo Olivetti, ingénieur et chef d'entreprise italien, fondateur de la société Olivetti (° 13 août 1868).
  - Firmin Baes, peintre belge (° 19 avril 1874).
- 9 décembre :
  - René-Marie Castaing, peintre français (° 16 décembre 1896).
  - George Cooper, acteur américain (° 12 décembre 1892).
  - Georges Dufrénoy, peintre post-impressionniste français (° 20 juin 1870).
  - Georges Griveau, peintre et graveur français (° 26 janvier 1863).
- 10 décembre : Charles Belcher, acteur américain (° 27 juillet 1872).
- 11 décembre : Georges Degorce, peintre et graveur au burin français d'origine belge (° 25 mai 1894).
- 12 décembre : Marcel Lattès, compositeur et pianiste français (° 11 décembre 1886).
- 13 décembre : Ivan Klioune, peintre, graphiste et sculpteur russe puis soviétique (° 20 août 1873).
- 14 décembre : John Harvey Kellogg, médecin et chirurgien américain (° 26 février 1852).
- 16 décembre : Marshall Stedman, réalisateur, acteur et scénariste américain (° 16 août 1875).
- 17 décembre : Bernard de Hoog, peintre hollandais (° 19 novembre 1866).
- 18 décembre : Jacques Tayar, officier, résistant, compagnon de la Libération (° 21 juillet 1915).
- 20 décembre :
  - Josef Block, peintre allemand (° 27 novembre 1863).
  - Ernest Kauffmann, coureur cycliste suisse (° 9 juin 1895).
  - Marcel Slodki, peintre polonais (° 11 novembre 1892).
- 22 décembre :
  - Nathalie Kraemer, peintre française (° 28 avril 1891).
  - Heinrich Waentig, économiste et homme politique allemand (° 21 mars 1870).
- 23 décembre : Max-Albert Decrouez, peintre paysagiste français (° 9 mars 1878).
- 26 décembre : Joseph Lamberton, peintre et sculpteur français (° 12 octobre 1867).
- 29 décembre : Billie Reeves, acteur britannique (° 1864).
- 30 décembre : Hobart Bosworth, acteur, réalisateur, scénariste et producteur américain (° 11 août 1867).